# リアム・ミラー (1999年生のサッカー選手)
リアム・ミラー（Liam Millar, 1999年9月27日 - ）は、カナダ・トロント出身のサッカー選手。ハル・シティAFC所属。カナダ代表。ポジションはミッドフィールダー。

## 経歴
13歳の時にフラムFCのユースに加入する。2016年7月、リヴァプールFCのユースに加入した。頭角を現わし、2020年にはブンデスリーガとフットボールリーグ・チャンピオンシップのクラブからのオファーをリヴァプールが拒否した。
2019年1月31日、リヴァプールとの契約を延長した上でキルマーノックFCに期限付き移籍した。同年8月にはキルマーノックに再度期限付き移籍した。
2021年1月5日、チャールトン・アスレティックFCに期限付き移籍した。
2021年7月8日、FCバーゼルと4年契約を結んだ。
2024年8月9日、ハル・シティAFCに移籍した。

### 代表
2018年3月のニュージーランド代表戦でA代表デビュー。
2022 FIFAワールドカップの本大会メンバーにも選出された。
2024年、コパ・アメリカ2024に出場するカナダ代表メンバーに選出された。

## 人物
女子サッカー選手のダニエラ・パニシアと結婚し、子供を2人もうけている。

## 代表歴

### 出場大会
- カナダ代表
  - 2022 FIFAワールドカップ

### 試合数
- 国際Aマッチ 24試合 1得点（2018年-）[12]

| カナダ代表 | 国際Aマッチ | 国際Aマッチ |
| 年         | 出場        | 得点        |
| ---------- | ----------- | ----------- |
| 2018       | 4           | 0           |
| 2019       | 4           | 0           |
| 2020       | 0           | 0           |
| 2021       | 6           | 0           |
| 2022       | 3           | 0           |
| 2023       | 7           | 1           |
| 2024       |             |             |
| 通算       | 24          | 1           |